# Göteborgs Roddförening

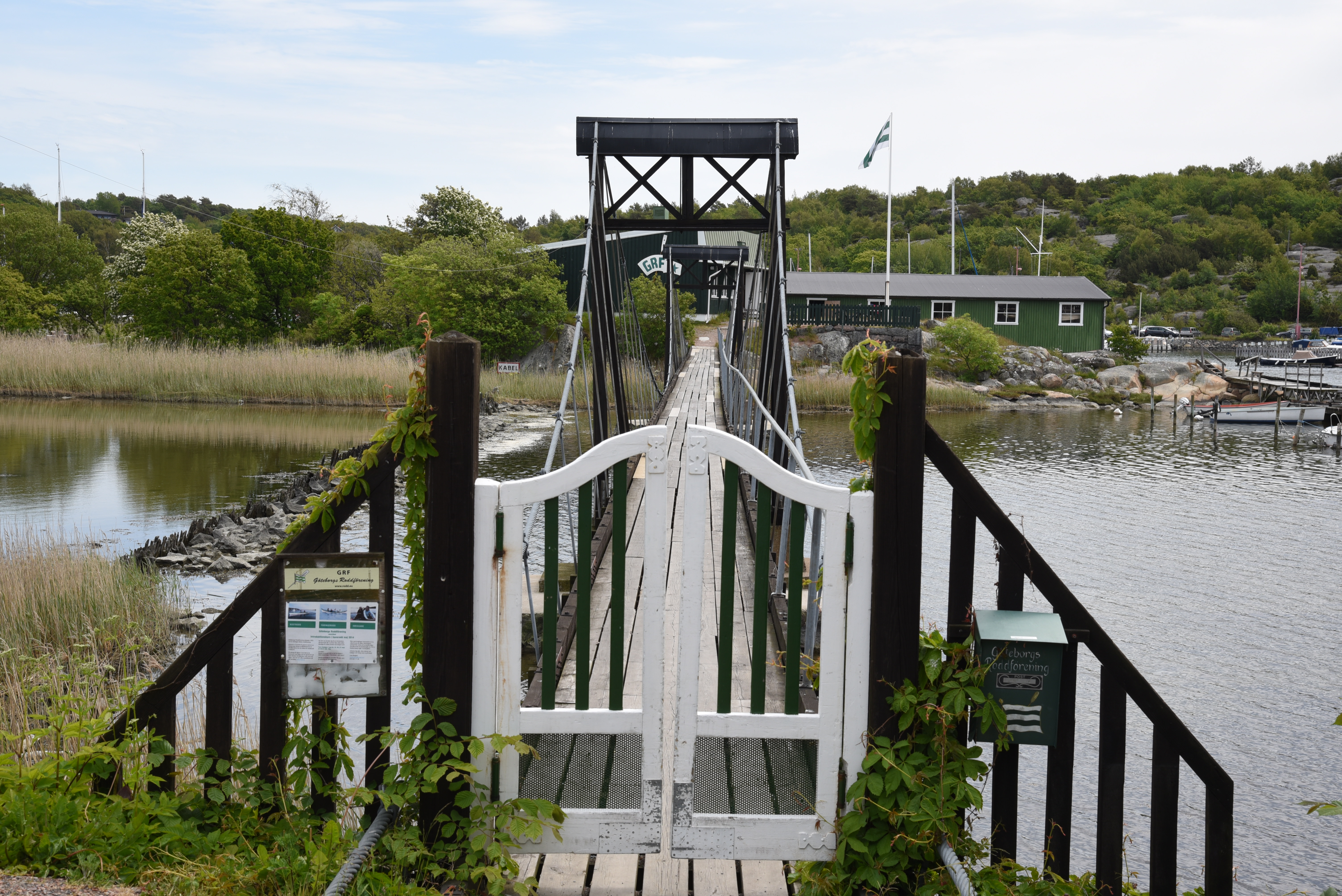
Hängbron över till Göteborgs Roddförening på ön Saltskär.

Göteborgs Roddförening grundades den 11 september 1879 som en sektion inom Göteborgs Gymnastikförening på initiativ av den engelske konsuln John Duff. Namnet var då Göteborgs Gymnastikförenings Roddklubb. 
Den första kapprodden i Göteborg hade anordnats redan den 31 augusti samma år på Duffs förslag. Året efter köptes den första båten, en gigg, in. Under de första åren tävlades mest i gigg och lokalt var konkurrenterna Göteborgs roddklubb.
År 1905 bröt föreningen sig ur Göteborgs Gymnastikförening och namnet ändrades till Göteborgs Roddförening den 14 juli. Genom utbrytningen kunde andra än gymnaster rekryteras till föreningen. År 1907 byggdes klubbhus och båthus vid Saltskär i Långedrag. Ön förbands med en 80 meter lång hängbro till fastlandet. Klubbhuset brann ner i november 1944.
Föreningen fick sin första SM-seger år 1908 och representerade Sverige vid de Olympiska sommarspelen i Stockholm 1912.
Åren 2001 och 2002 segrade föreningen Göta älvrodden i klassen färing. 